# Gaußsche Wochentagsformel
Die Gaußsche Wochentagsformel ist eine Formel von Carl Friedrich Gauß zur Berechnung des Wochentags des 1. Januars eines beliebigen Jahres. Gauß beschrieb diese Methode in einer handschriftlichen Notiz zu einer Sammlung astronomischer Tabellen, veröffentlichte sie selbst aber nie. Sie wurde erst 1927 postum in seinen gesammelten Werken publiziert.
Als Erweiterung dieser Methode für den Jahresanfang gibt es Formeln, die den Wochentag für ein beliebiges Datum berechnen (siehe Wochentagsberechnung). Sie werden teilweise auch auf Gauß zurückgeführt und ebenfalls als Gaußsche Wochentagsformel bezeichnet.

## Formel für den Jahresanfang
Der Wochentag des 1. Januars eines Jahres A ist nach Gauß:
{\displaystyle w=(1+5\cdot ((A-1){\bmod {4}})+4\cdot ((A-1){\bmod {1}}00)+6\cdot ((A-1){\bmod {4}}00)){\bmod {7}}}
Hierbei bezeichnet mod die Modulo-Operation. Die Variablen haben folgende Bedeutung:
A
Die (vierstellige) Jahreszahl
w
Der Wochentag. Die Wochentage werden von 0 bis 6 durchnummeriert mit Sonntag als Wochenanfang mit der Tagesnummer 0, siehe folgende Tabelle.
| 0       | 1      | 2        | 3        | 4          | 5       | 6       |
| Sonntag | Montag | Dienstag | Mittwoch | Donnerstag | Freitag | Samstag |

Die Formel gilt von der Einführung des gregorianischen Kalenders am 15. Oktober 1582 an und prinzipiell solange, bis von diesen Kalenderregeln wieder abgewichen wird, also bis zur nächsten Kalenderreform. Die Korrektheit dieser Formel ist nicht direkt ersichtlich, wurde aber von Berndt Schwerdtfeger bewiesen.

## Beispiel
Beispiel: 1. Januar 2015
```
     A = 2015
     (A-1) mod 4 = 2
     (A-1) mod 100 = 14
     (A-1) mod 400 = 14
     1 + 5*2 + 4*14 + 6*14 = 151
     151 mod 7 = 4
```

Der 1. Januar 2015 war also ein Donnerstag (Tagesnummer 4).

## Erweiterungen für ein beliebiges Datum
Es gibt mehrere Erweiterungen dieser Methode für ein beliebiges Datum. So beschrieb Kraitchick etwa eine Formel, die er auch auf Gauß zurückführte.